# Solbergaskolan, Stockholm

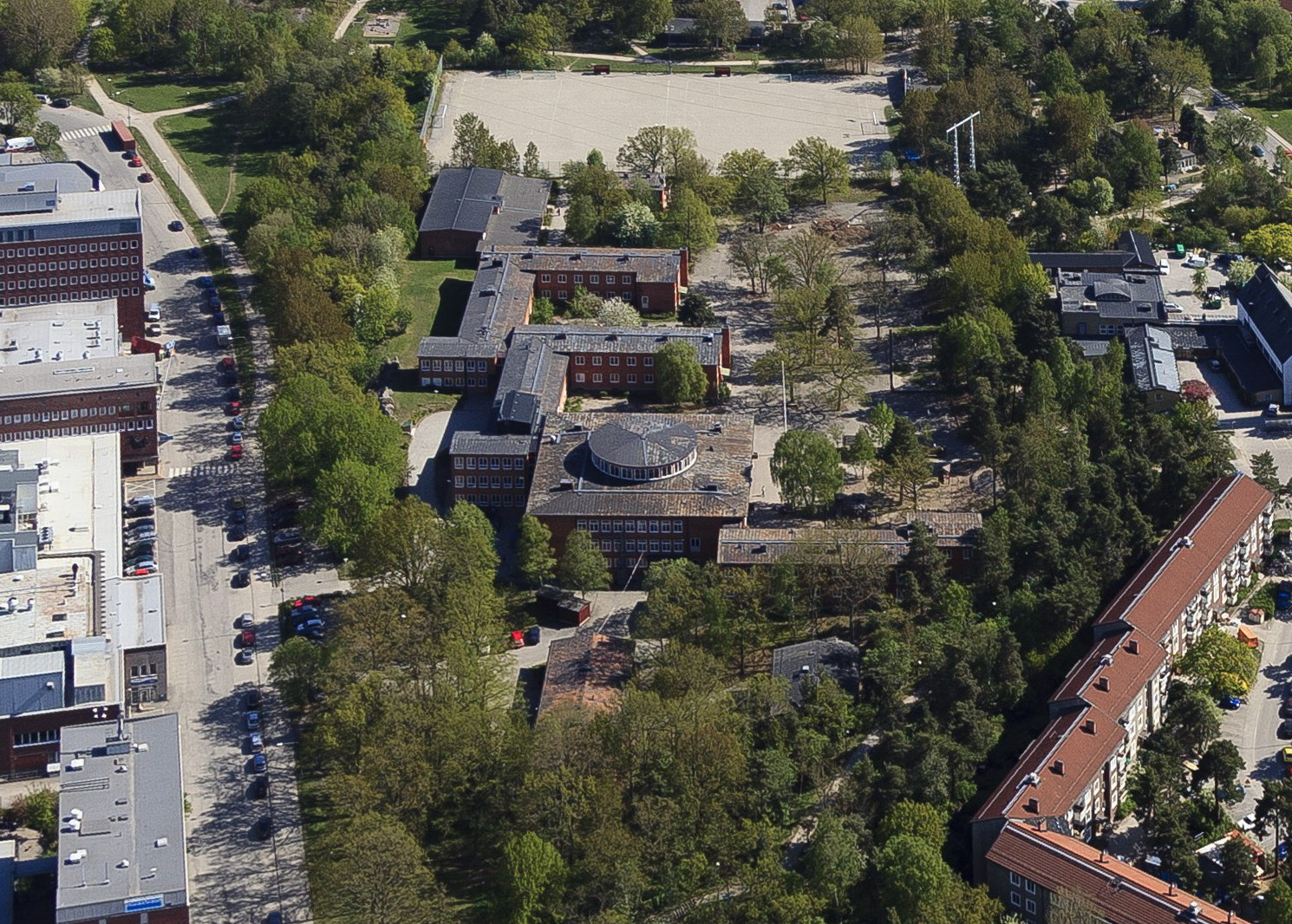
Solbergaskolan sedd från norr 2011, Lerkrogsvägen till vänster.

Solbergaskolan  (ursprungligen kallad Folkskola i norra Solberga) är en kommunal grundskola och grundsärskola belägen vid Lerkrogsvägen 24–28 i stadsdelen Solberga i Söderort. Skolhuset uppfördes i början av 1950-talet efter ritningar av arkitekt Paul Hedqvist. Fastigheten Ädelstenen 4 är grönmärkt av Stadsmuseet i Stockholm vilket innebär "särskilt värdefull från historisk, kulturhistorisk, miljömässig eller konstnärlig synpunkt".

## Byggnadsbeskrivning

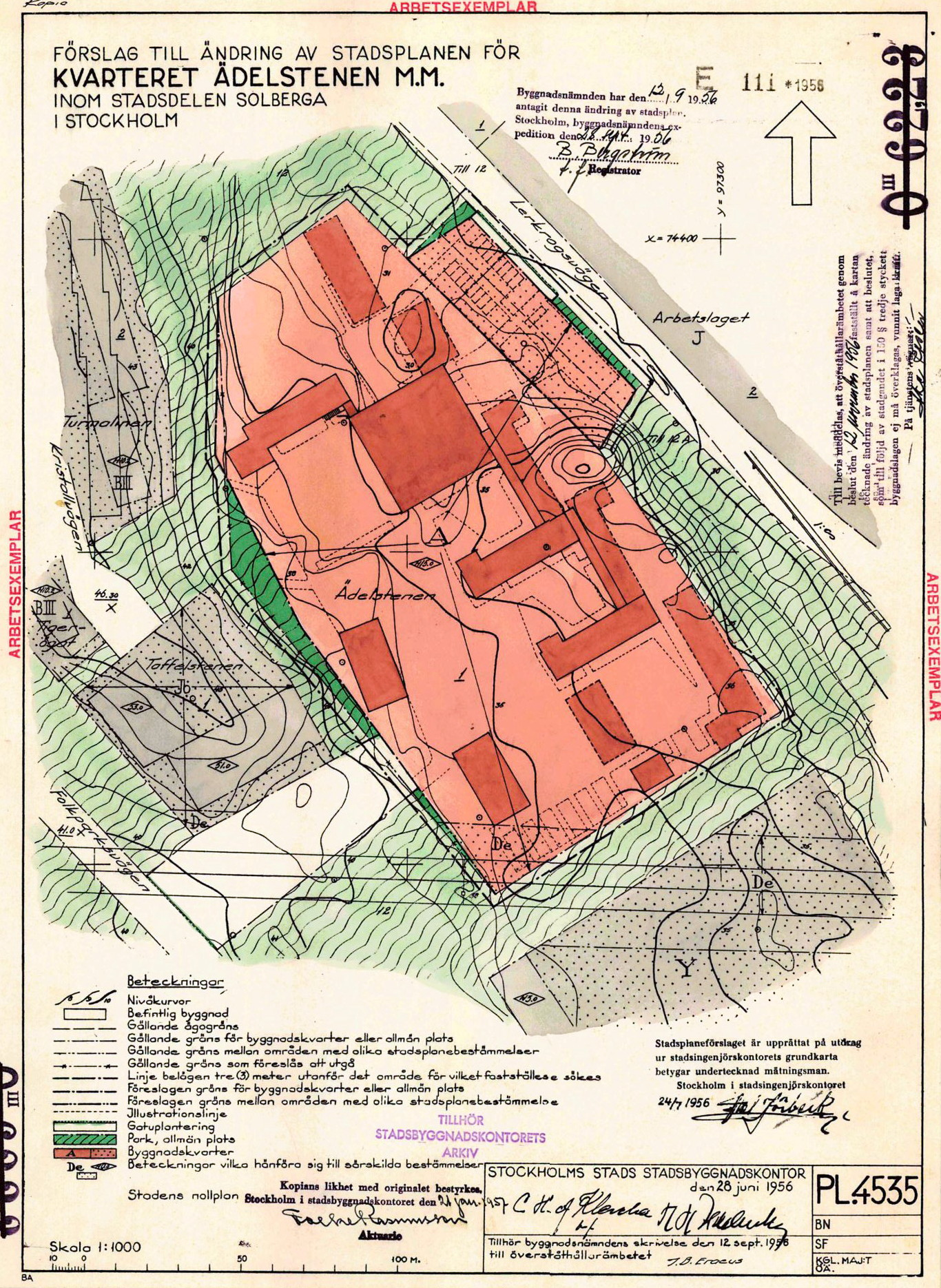
Stadsplan Pl 4535 från 1956.

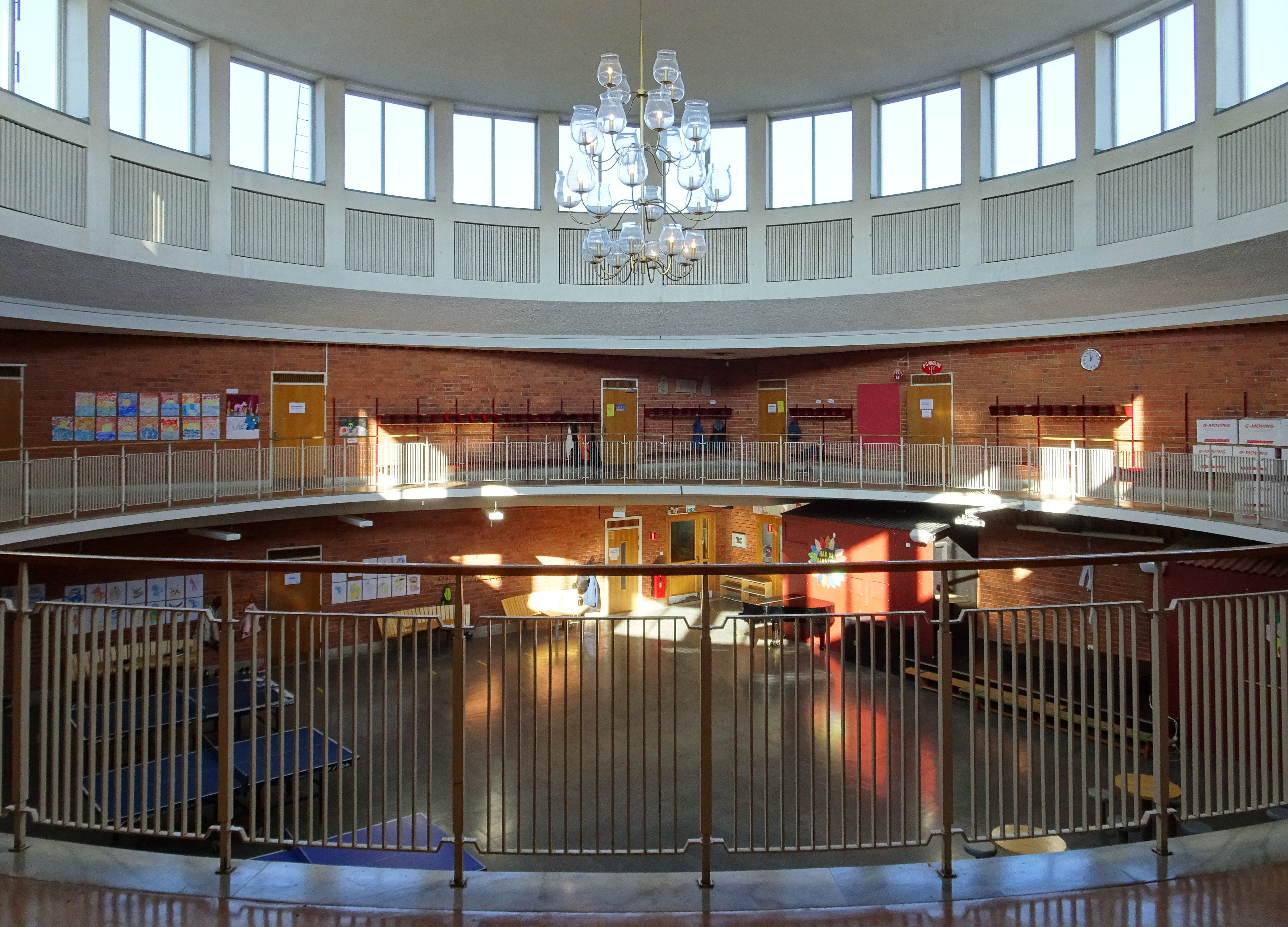
Skolans vackra ljushall med den ursprungliga takkronan i behåll.

En stadsplan (Pl 4535) för skoltomten i kvarteret Ädelstenen upprättades redan 1947 och reviderades 1956. I den avsattes ett 22 700 m² stort område för allmänt ändamål (en framtida skola). Skoltomten var väl tilltagen och gav plats åt ett tiotal byggnader. Uppdragsgivare för skolbygget var Stockholms folkskoledirektion som anlitade arkitekt Paul Hedqvist att formge byggnaden. Även konstruktionsritningarna upprättades på Hedqvists kontor. Byggentreprenör var Nils Nessen. Hedqvist ritade samtidigt den andra folkskolan i den nya stadsdelen, belägen i södra Solberga (dagens Kämpetorpsskolan).
Liksom Kämpetorpsskolan är även Solbergaskolan en av Hedqvists ”hallskolor”. Hallskolan som skolhustyp i Sverige introducerades av honom 1945 med Skanskvarnsskolan. Hallskolan har en stor central hall i flera våningar som bildade anläggningens centrum och huvudtrapphus. Hallen fick dagsljus av högt sittande fönster. Kring ytterväggarna anordnades balkonger varifrån man nådde lärarrum, matsal, handarbetssalar, naturvetenskapssalar och liknande. Detta innebar att mängden korridorer kunde minskas. Ljushallen kunde även nyttjas som stor samlingssal när det inte fanns en aula att tillgå. 
Medan Kämpetorpsskolans ljushall fick en kvadratisk överbyggnad med pyramidtak utformades Solbergaskolans centralhall med en överbyggnad i form av en rotunda. Från centralhallen (hus E) sträcker sig flera tvåvånings klassrumslängor (hus F, C och D) i vinkel både norr- och söderut. Mellan huskropparna finns glasade länkbyggnader med bröstningar av panel i olika färger. Fram till huvudentrén från skolgården leder en arkadliknande gång under hus E som blir till ett regnskyddat lekutrymme. Genom husen leder portiker med omfattningar av granitskivor. Fasaderna uppfördes i rött murtegel, som mönstermurades under takfoten. På fasaden hus F finns skolklockan som är infälld i en utkragande cirkulär omfattning av tegel.
För skolans vaktmästare byggdes ett fristående bostadshus (hus B) på tomtens sydöstra del innehållande två lägenheter om tre rum och kök. Anläggningen byggdes till och om i flera omgångar, exempelvis uppfördes 1957 en fristående köksflygel (hus G) och 1964 skolans gymnastikhall (hus A). En planerad aula kom inte till utförande. Samtliga byggnader ritades av Hedqvist och sammanhålls exteriört genom en enhetlig färgsättning i rött tegel.

## Verksamhet
Solbergaskolan är en så kallad F–6 skola (förskola samt låg- och mellanstadium) med kapacitet för cirka 600 elever. Läsåret 2021/2022 hade skolan 330 elever fördelade på två parallellklasser i varje årskurs. Av dem besöker omkring 50 barn förskolan. Skolan har även en förberedelsegrupp för nyanlända. Skolan köper all modersmålsundervisning och studiehandledning av Språkcentrum. 2021 läste skolans elever modersmål i 33 olika språk. På skolan finns också elever inom grundsärskolan.
- Solbergaskolans grundsärskola Broskolan, F–6 (ligger i hus H)
- Solbergaskolans grundsärskola Mockasinen, F–9 (ligger i hus G)

För närvarande (2021) planerar fastighetsägaren SISAB en renovering av skolans stammar, ventilation och kök som beräknas vara avslutad i början av år 2024. Delar av skolan kommer därför att evakueras.

## Bilder

Huvudbyggnad (hus E)
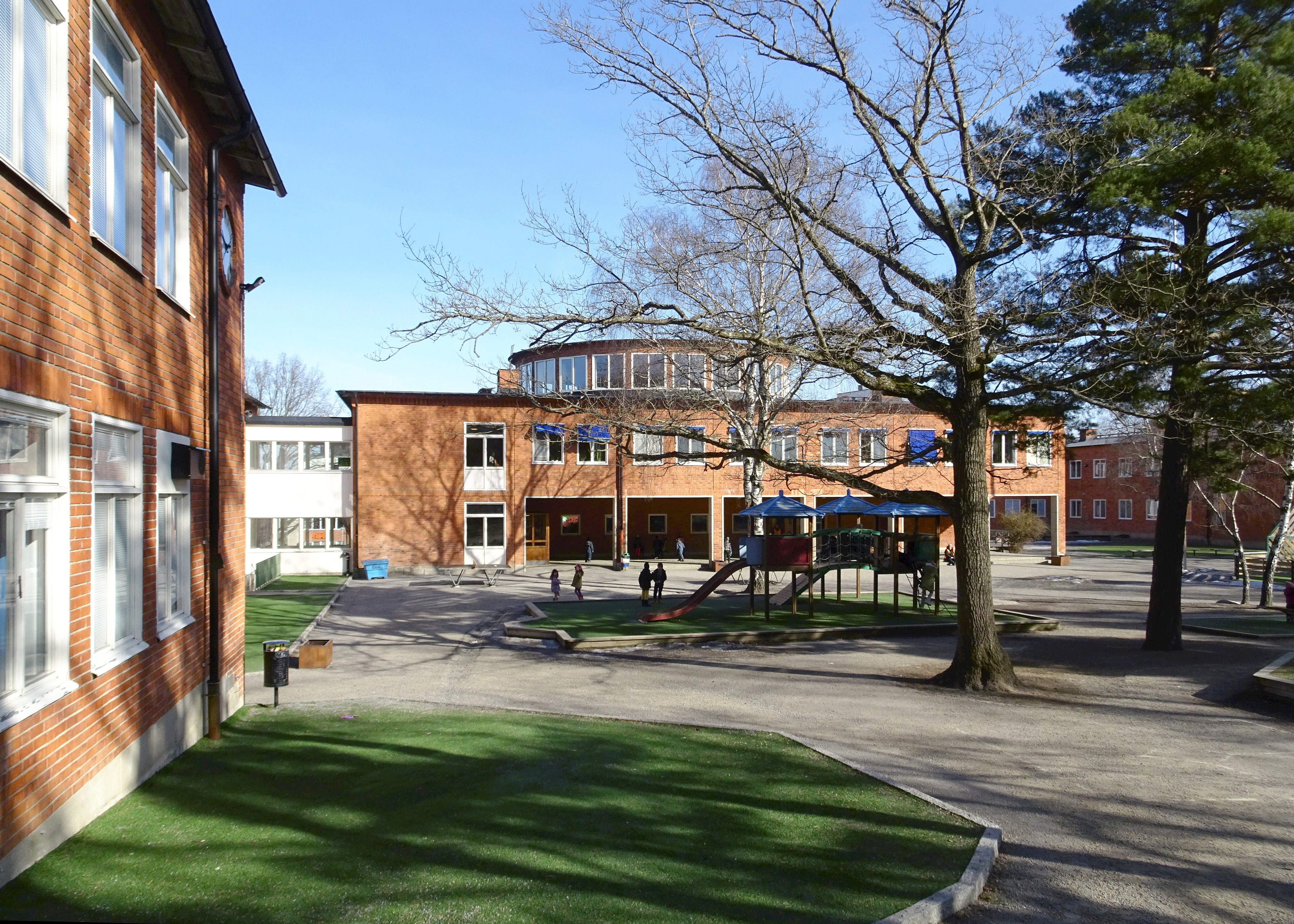
Huvudbyggnaden rakt fram.
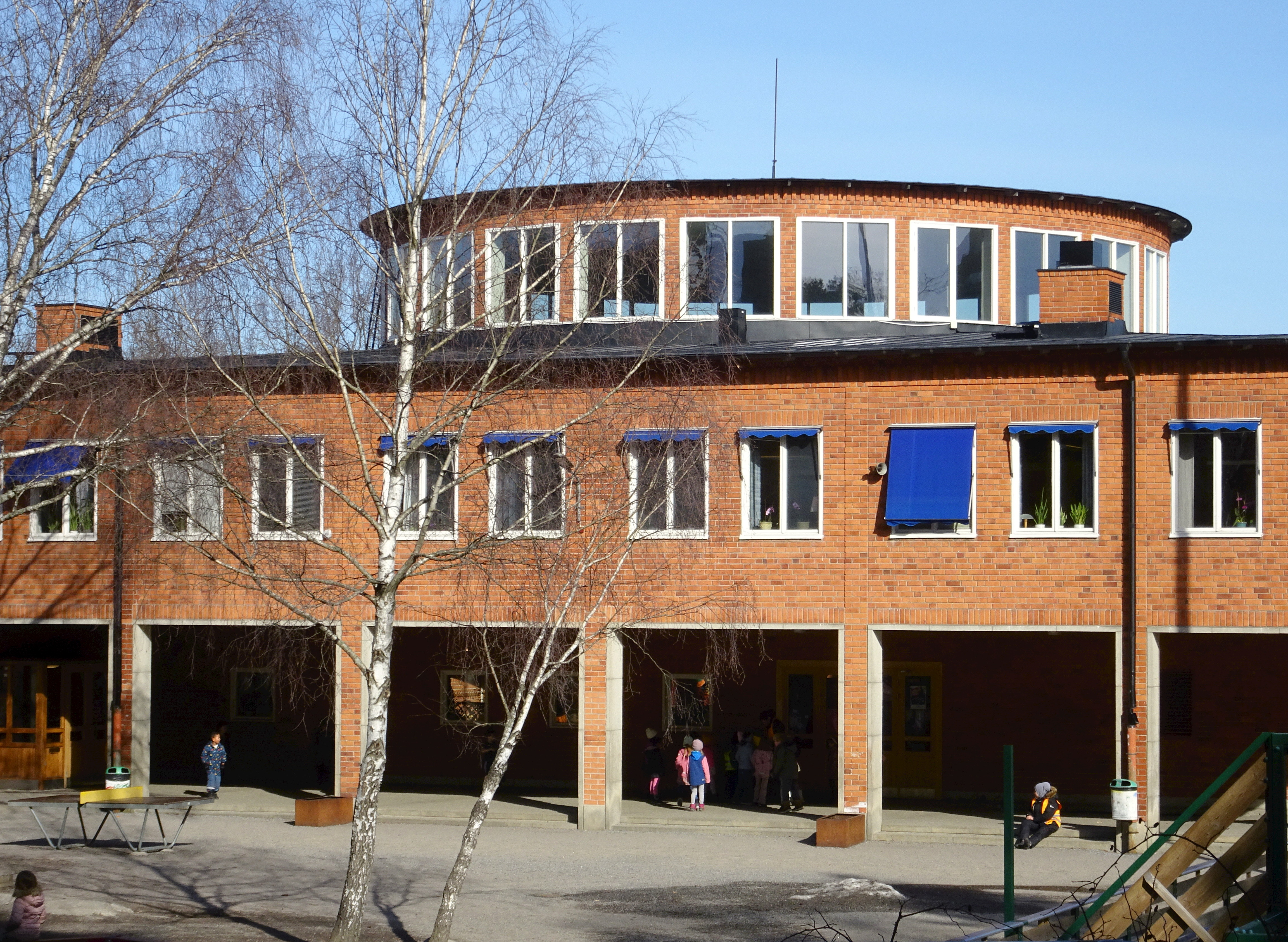
Arkaden och rotundan.
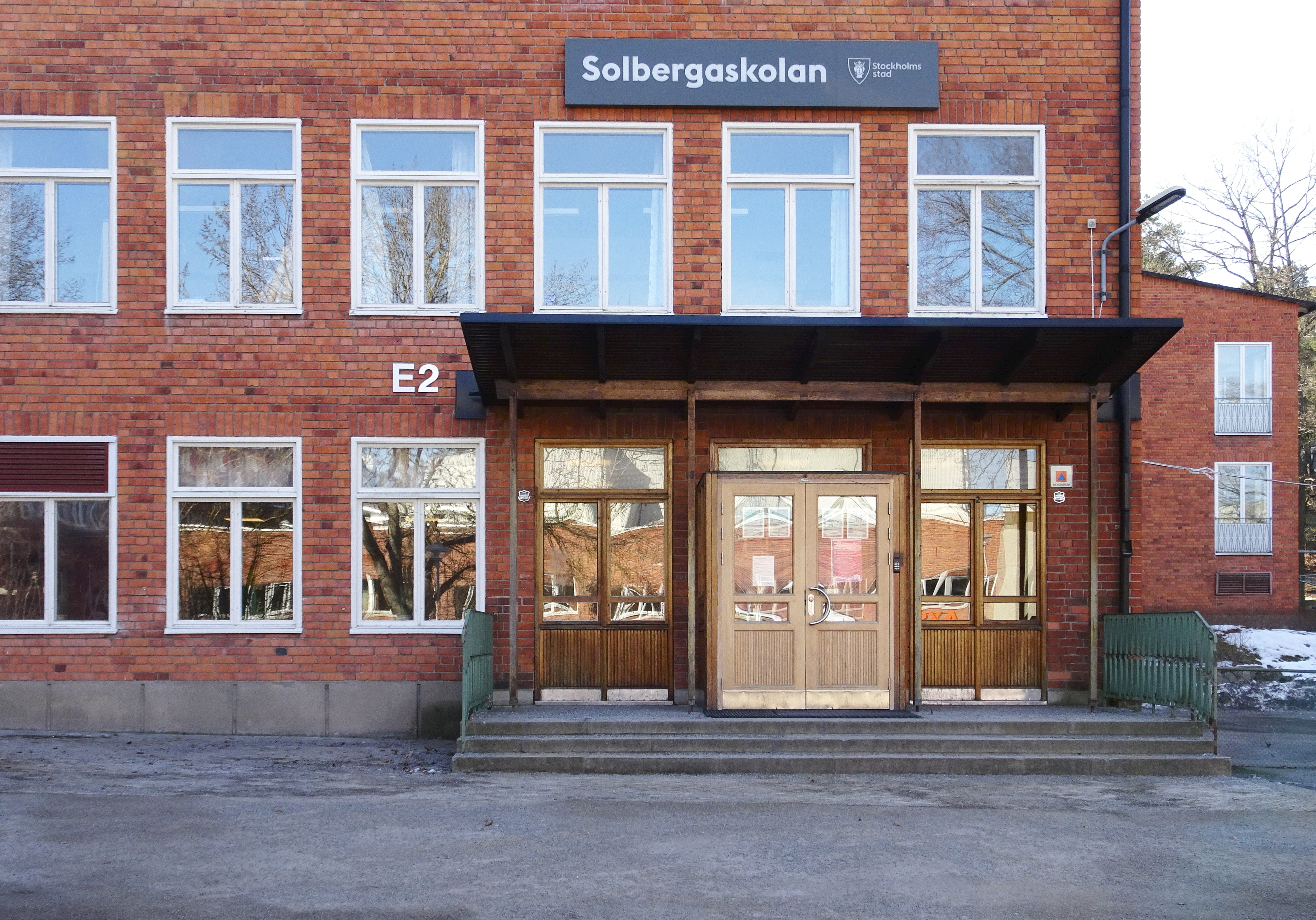
Huvudentrén från Lerkrogsvägen.
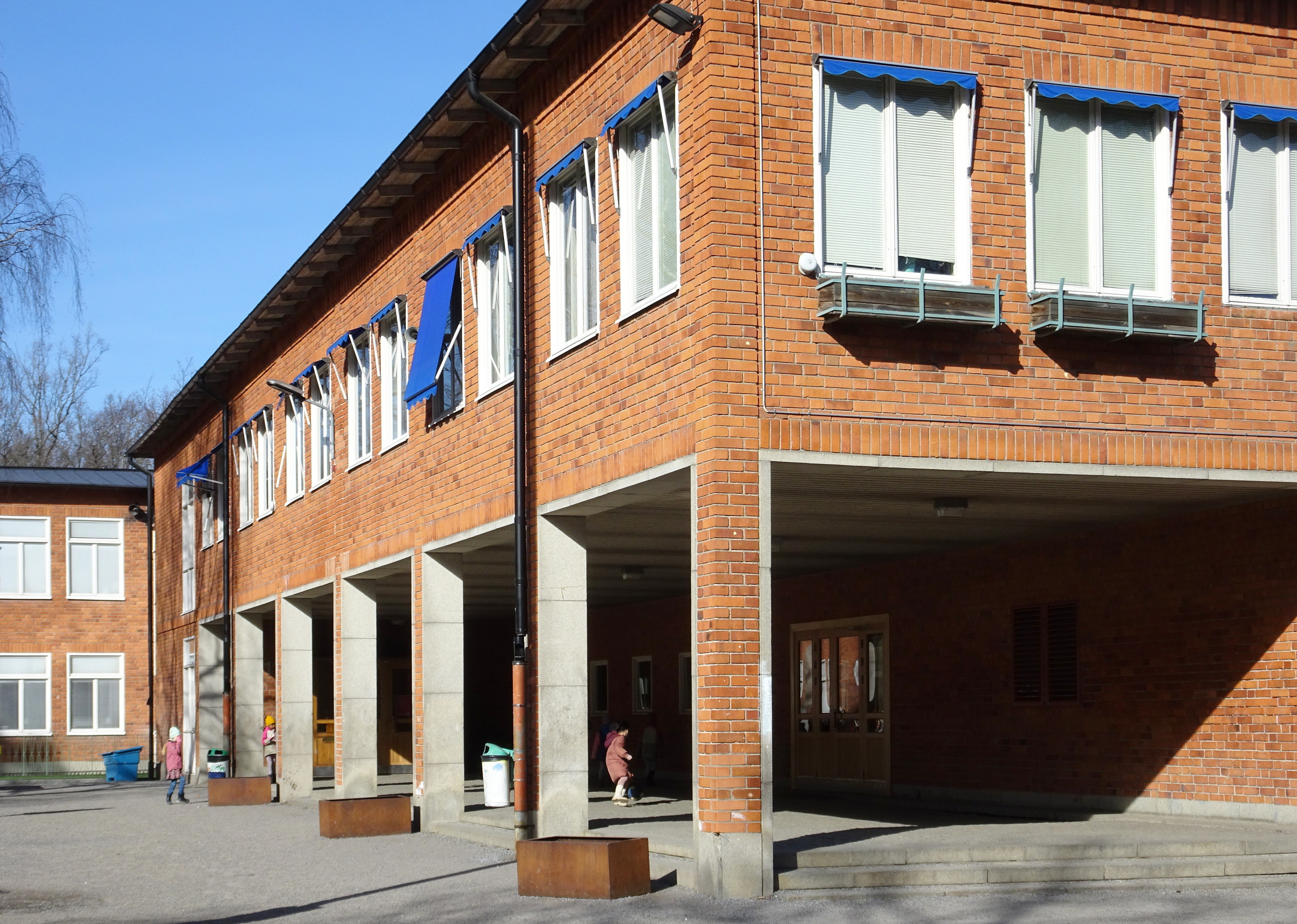
Arkaden.

Övriga byggnader
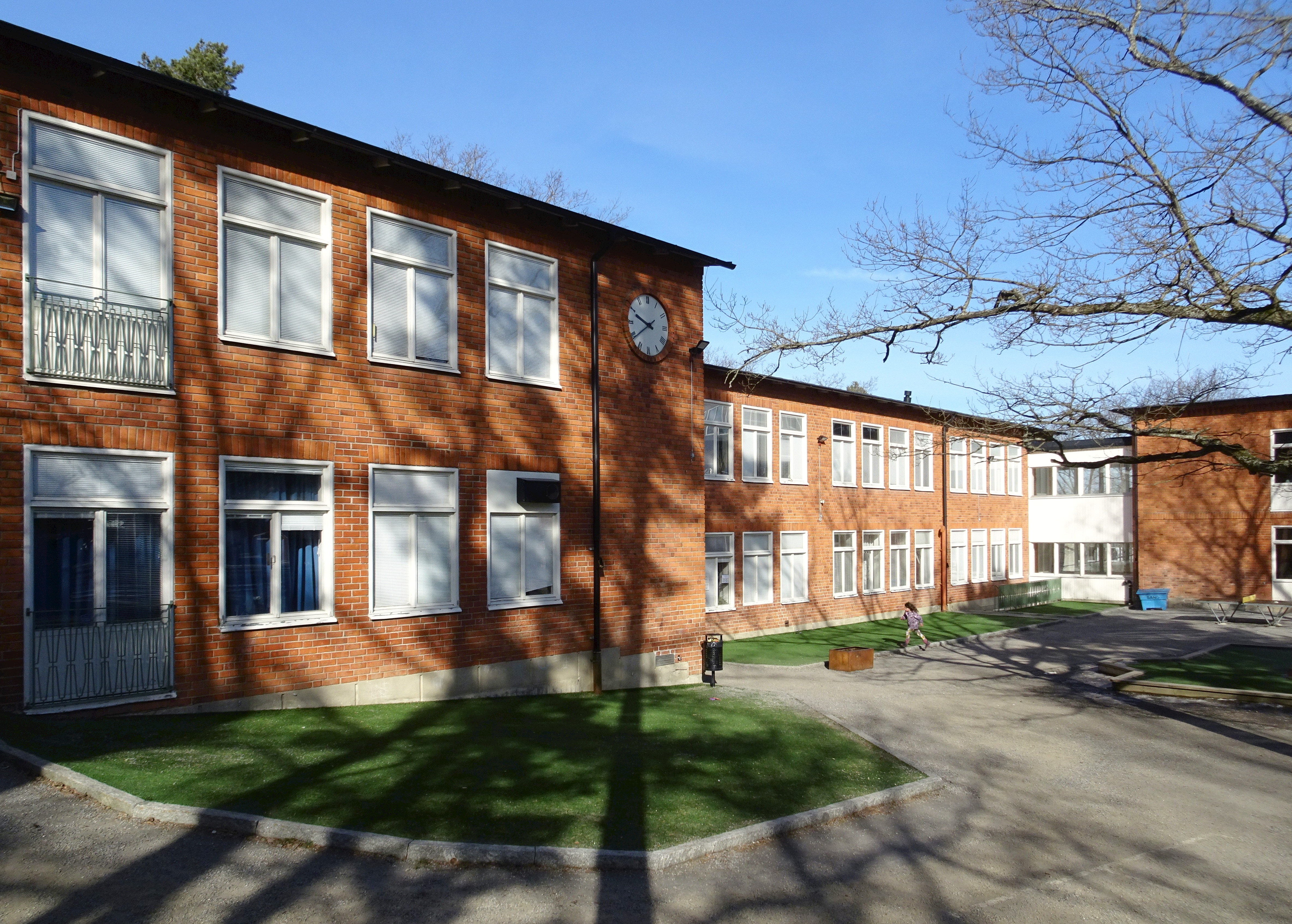
Klassrumslänga, hus F.
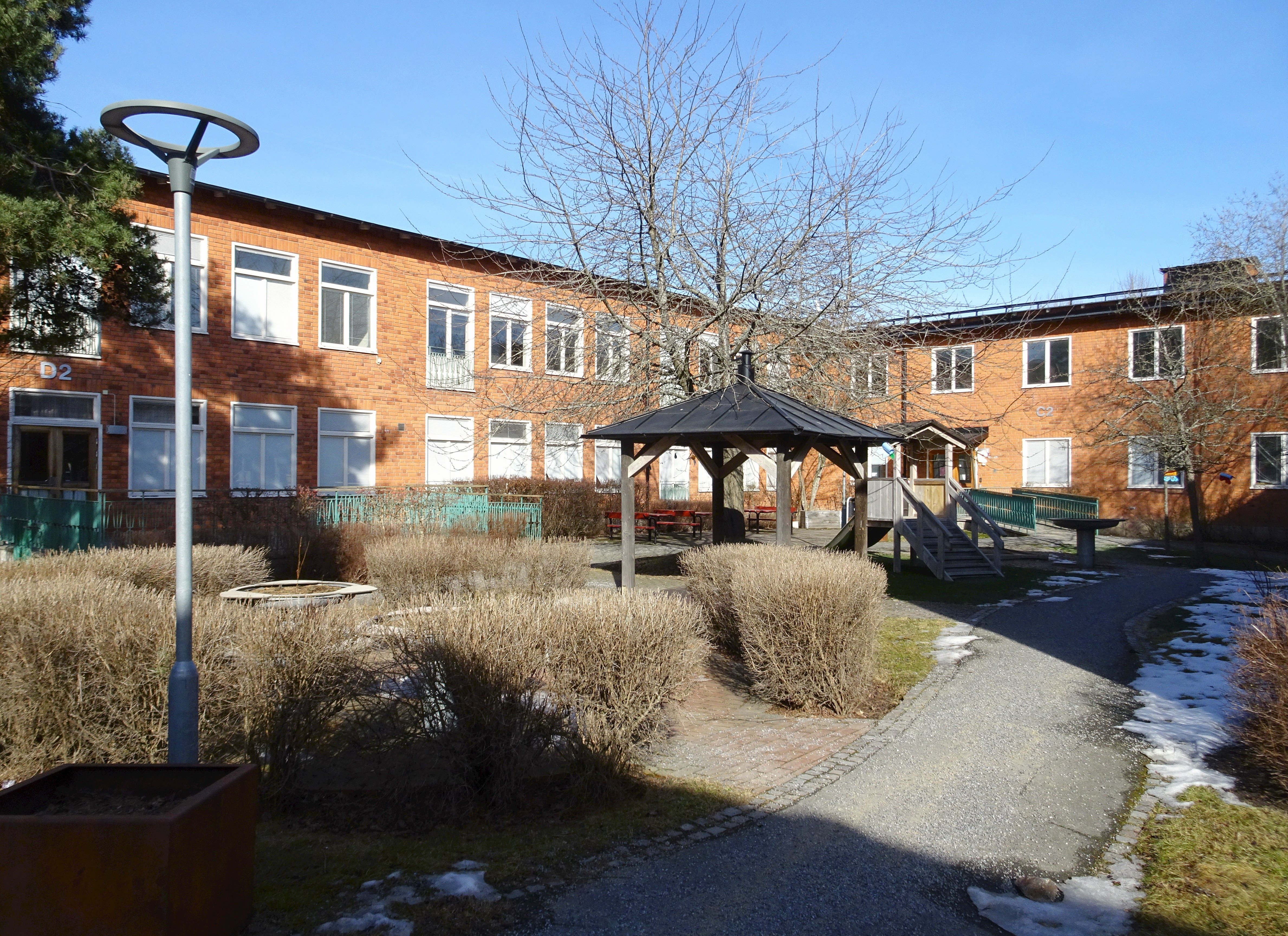
Klassrumslängor, hus D och C.
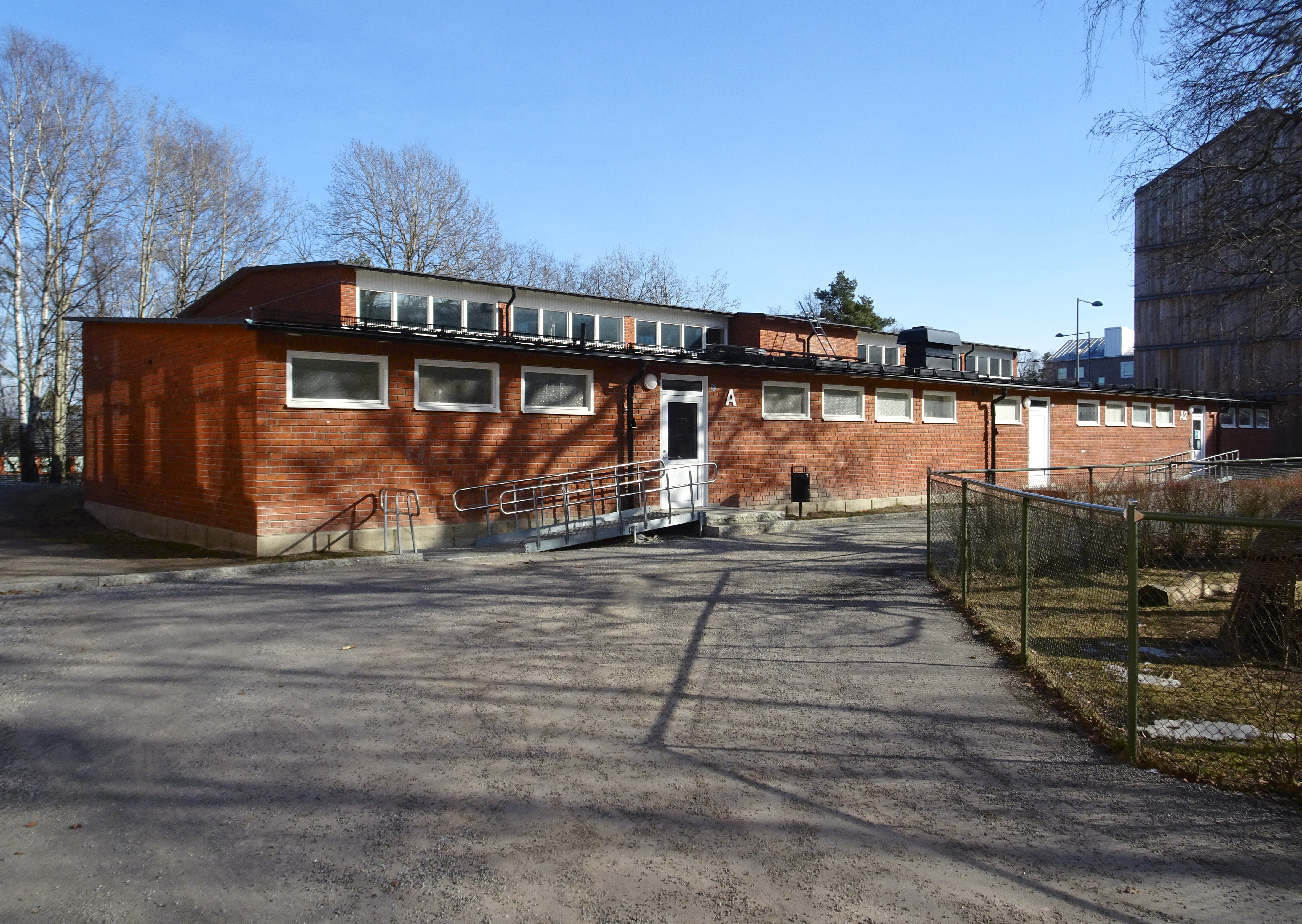
Gymnastikbyggnaden, hus A.
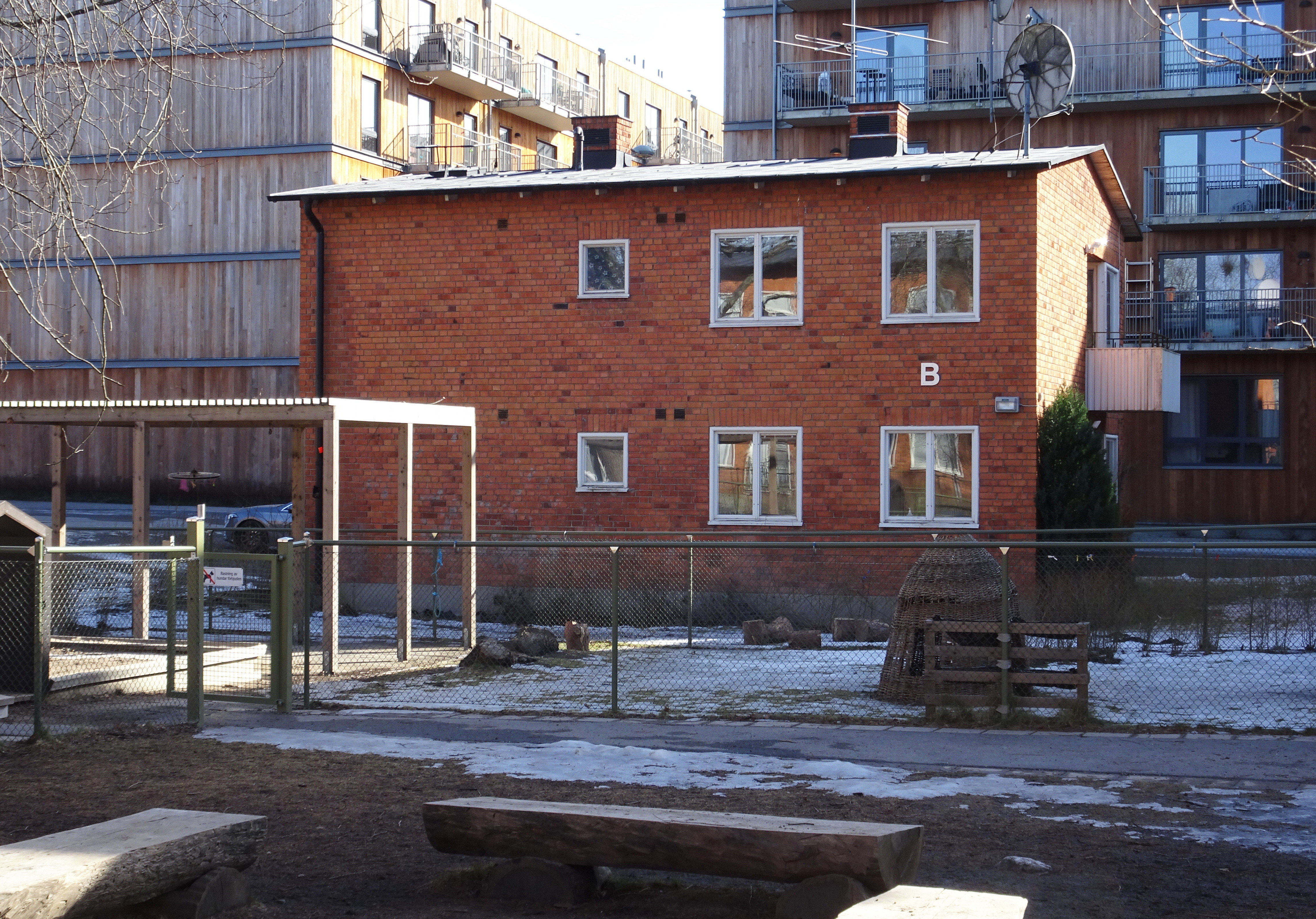
Före detta vaktmästarbostaden, hus B.

Byggnadsdetaljer
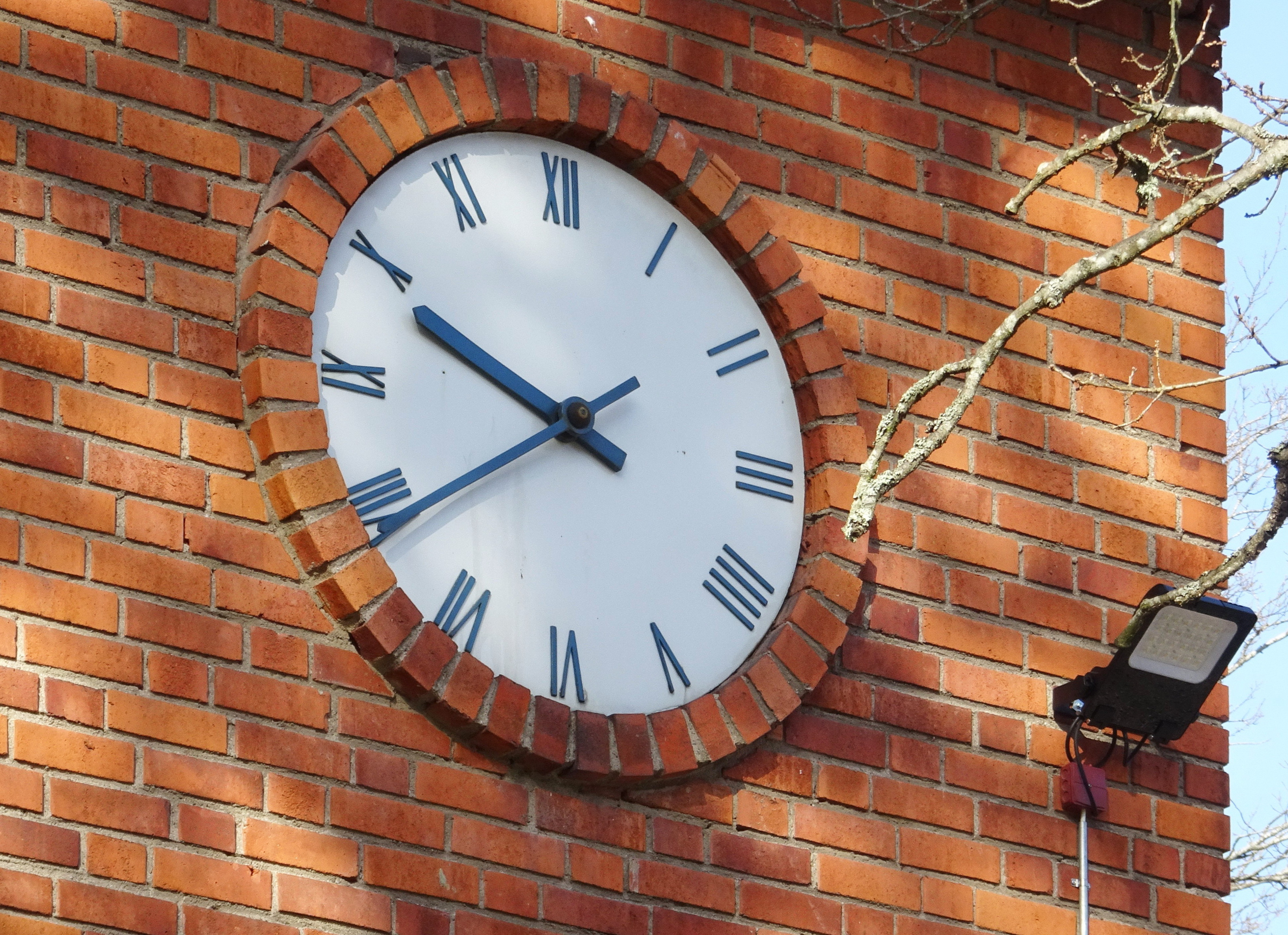
Skolklockan.
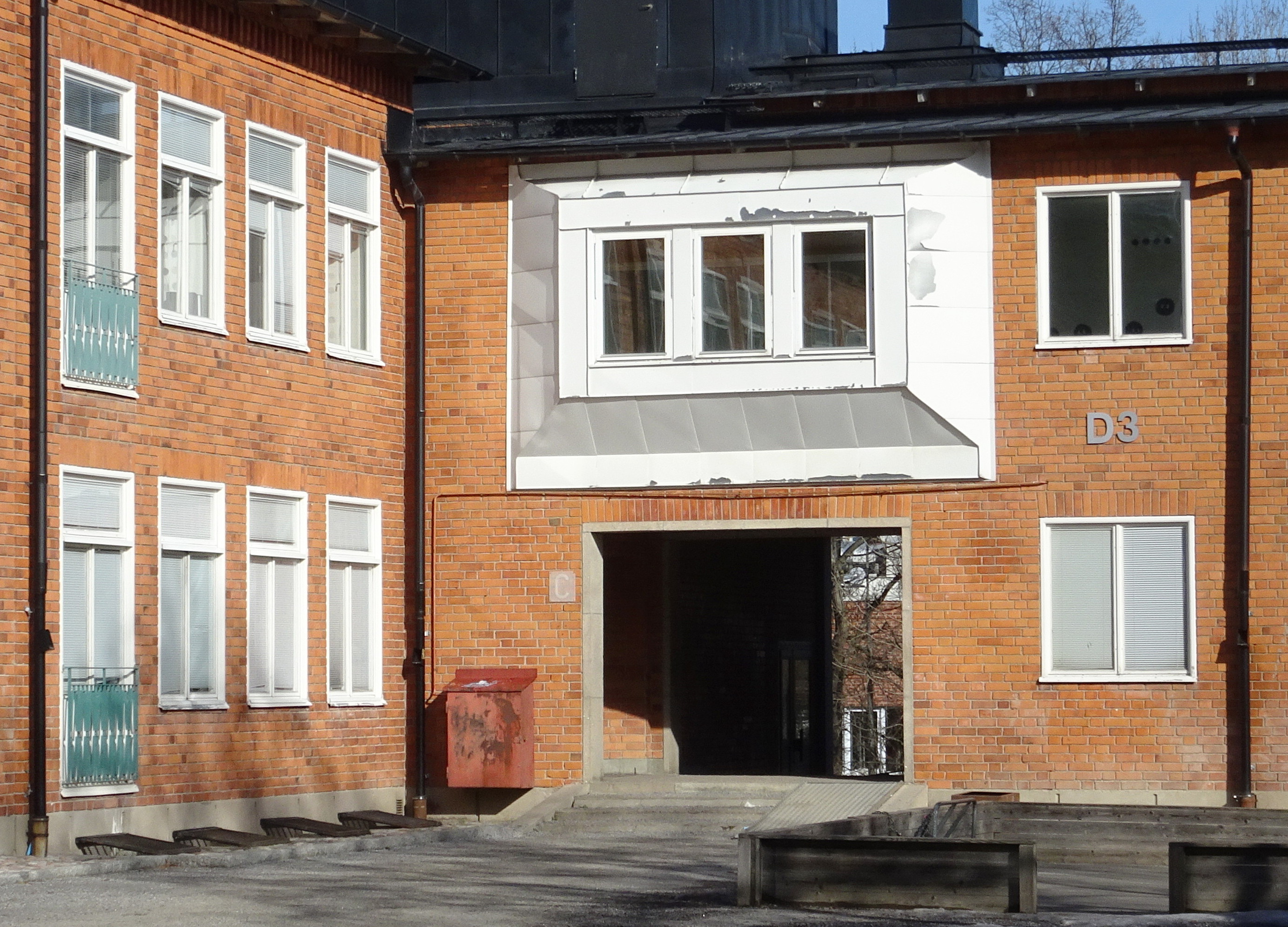
Portiken genom hus C.
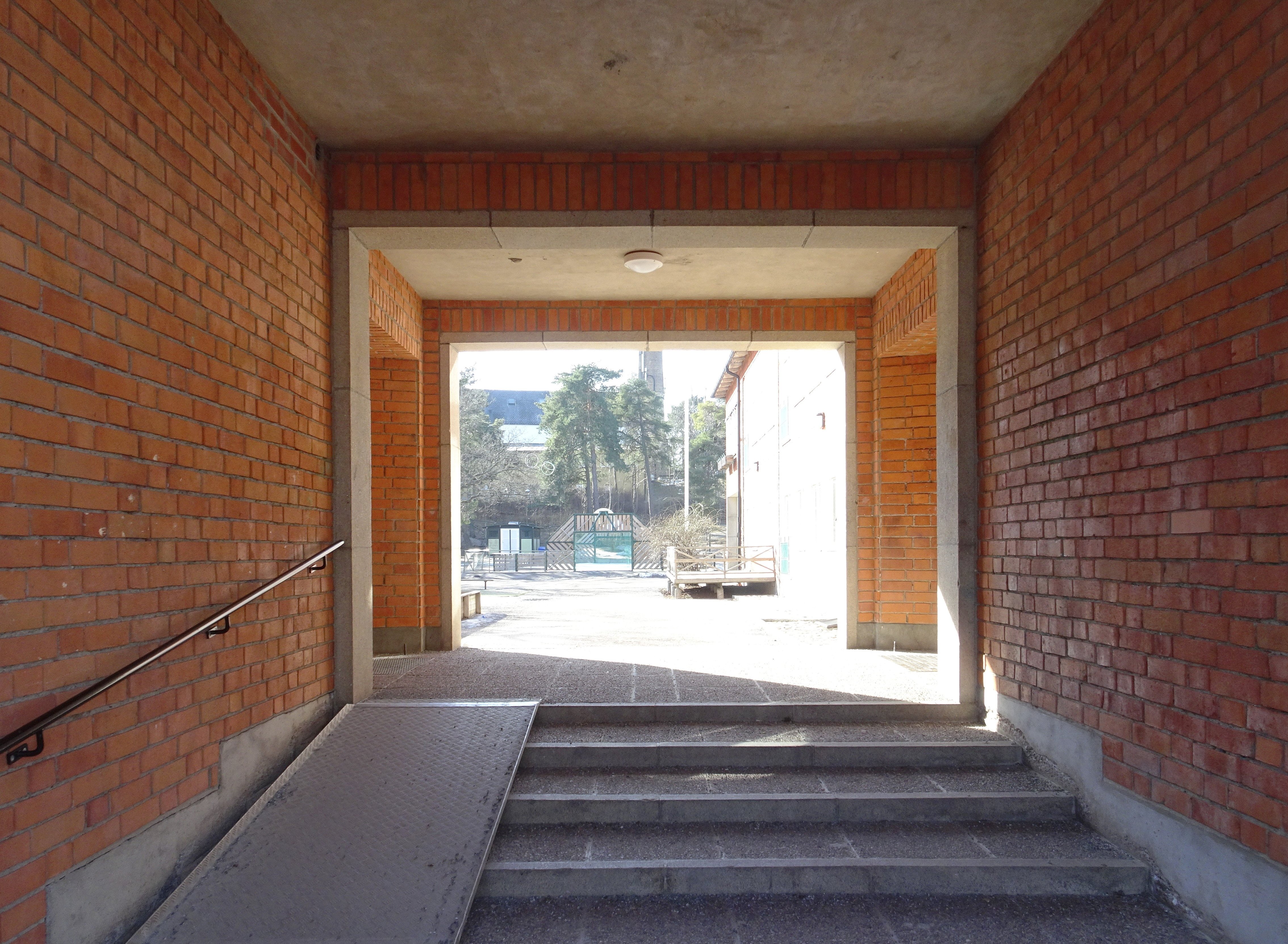
Portiken genom hus C.
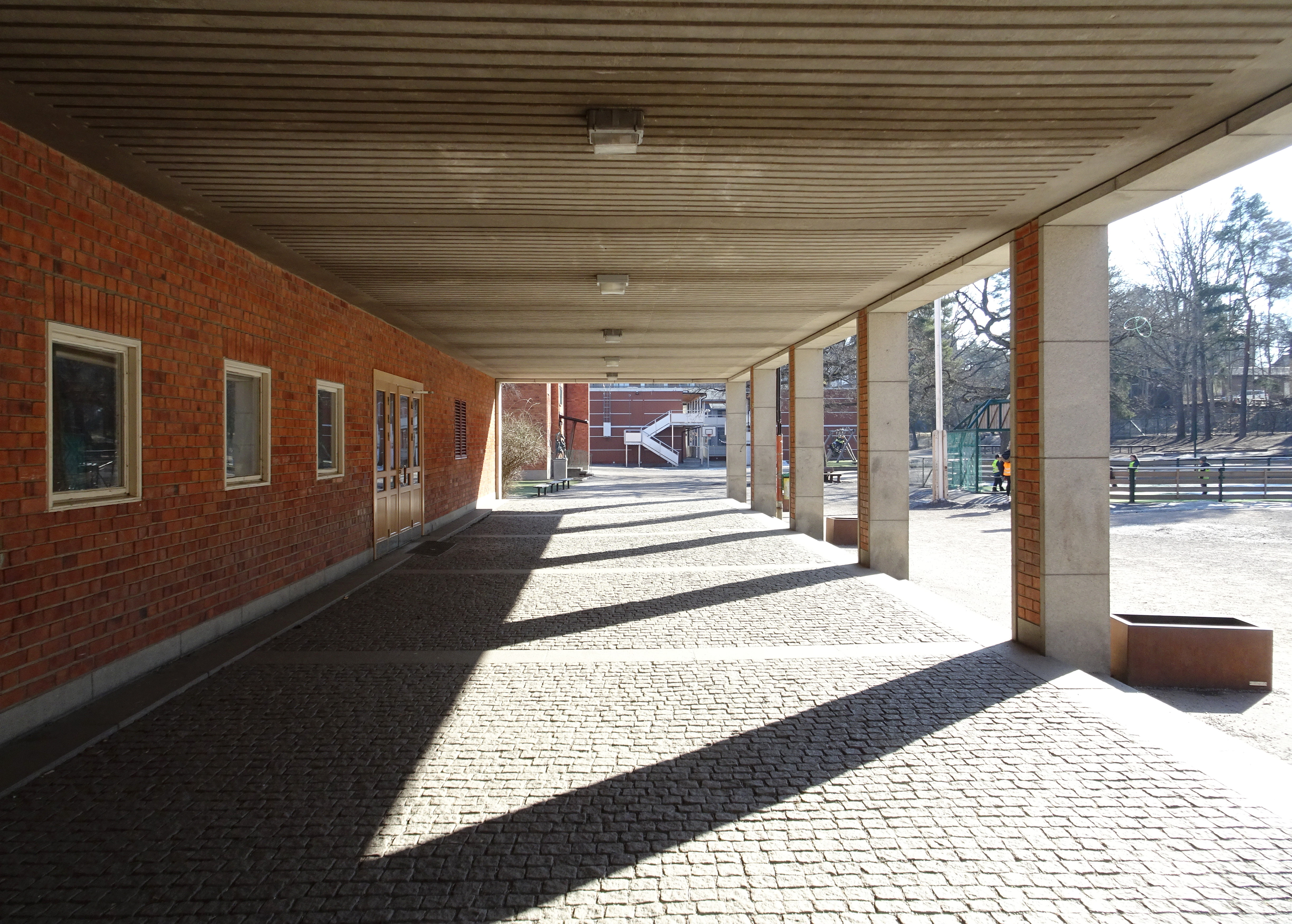
Arkaden under hus E.